# Kuikuro (volk)
De Kuikuro (Portugese verbastering van Kuhikugu) zijn een inheems volk, ook bekend als Xingu-indianen, dat aan de Kuluene bovenloop van de Xingu in het Parque Indígena do Xingu (PIX) leeft in de Braziliaanse staat Mato Grosso.
De taal van de Kuikuro behoort bij de Caribische talen.

## Weblinks
- Kuikuro, Instituto Socioambiental

- Library of Congress Control Number: sh85073377
- Nationale Bibliotheek van Israël: 987007548483905171